# The Needles (England)
 For alternative betydninger, se The Needles. (Se også artikler, som begynder med The Needles)
The Needles (Needles) er en formation af karakteristiske kalkstensklipper, som ligger umiddelbart vest for den engelske ø Wight i den engelske kanal.
Et fyrtårn konstrueret af den skotske byningsingeniør James Walker har været placeret i den vestlige del af gruppen siden 1859.
The Needles har været start – stop destination, sidst i det 19. århundrede, for konkurrencen om det blå bånd, symbolet for hurtigst sejlads over nordatlanten.

## Ekstern henvisning
- The Needles og Alum Bay turist hjemmeside

50°39′46″N 1°35′22″V / 50.6626968°N 1.5893269°V